# Джекі М'юді
Джон Найт М'юді (англ. John Knight Mudie), відоміший як Джекі М'юді (англ. Jackie Mudie, 10 квітня 1930, Данді — 10 березня 1992, Сток-он-Трент) — шотландський футболіст, що грав на позиції нападника. По завершенні ігрової кар'єри — тренер. Відомий за виступами в англійському клубі «Блекпул», у складі якого став володарем Кубка Англії з футболу, а також національну збірну Шотландії, у складі якої був учасником чемпіонату світу 1958 року.

## Клубна кар'єра
Джекі М'юді народився в Данді. Розпочав грати у футбол у місцевих юнацьких командах. У дорослому футболі дебютував 1948 року виступами за команду «Блекпул», в якій протягом 12 років зіграв у 301 матчі чемпіонату, відзначившись у них 132 забитими м'ячами. У 1953 році разом із командою став володарем Кубка Англії з футболу, у 1951 році був фіналістом Кубка Англії.
У 1960 році став гравцем клубу «Сток Сіті», наступного року кілька місяців провів у оренді в канадському клубі «Торонто Сіті». Після повернення до Англії грав у складі «Сток Сіті» до середини 1963 року.
У 1963 році перейшов до клубу «Порт Вейл», за який грав до 1967 року. Після закінчення виступів у другому клубі зі Сток-он-Трента у 1967 році зіграв 3 матчі за валлійський клуб «Освестрі Таун», після чого завершив виступи на футбольних полях.

## Виступи за збірну
1956 року дебютував в офіційних матчах у складі національної збірної Шотландії. Протягом кар'єри у національній команді, яка тривала 3 роки, провів у її формі 17 матчів, забивши 9 голів. У складі збірної був учасником чемпіонату світу 1958 року у Швеції. На чемпіонаті світу зіграв усі 3 матчі групового турніру за участі шотландської збірної проти збірних Югославії, Парагваю та Франції. Останній матч зі збірною Франції став останнім для Джекі М'юді в футболці національної збірної.

## Кар'єра тренера
З 1965 до 1967 року, ще граючи на футбольному полі, Джекі М'юді очолював тренерський штаб клубу «Порт Вейл». Пізніше був граючим тренером у клубі «Освестрі Таун». У 1973 році очолював команду «Нортвіч Вікторія». У 1978 році Джекі М'юді очолював американський клуб «Клівленд Кобрас». Помер Джекі М'юді 10 березня 1992 року в Сток-он-Тренті.

## Титули і досягнення
- Володар Кубка Англії (1):

«Блекпул»: 1952–1953